# Leurre (déception)
Pour les articles homonymes, voir Leurre.
Dans le domaine militaire, un leurre (en anglais : decoy) est un équipement factice destiné à tromper l'adversaire. Ils sont l'un des éléments de la déception.

## Historique

### Seconde Guerre mondiale

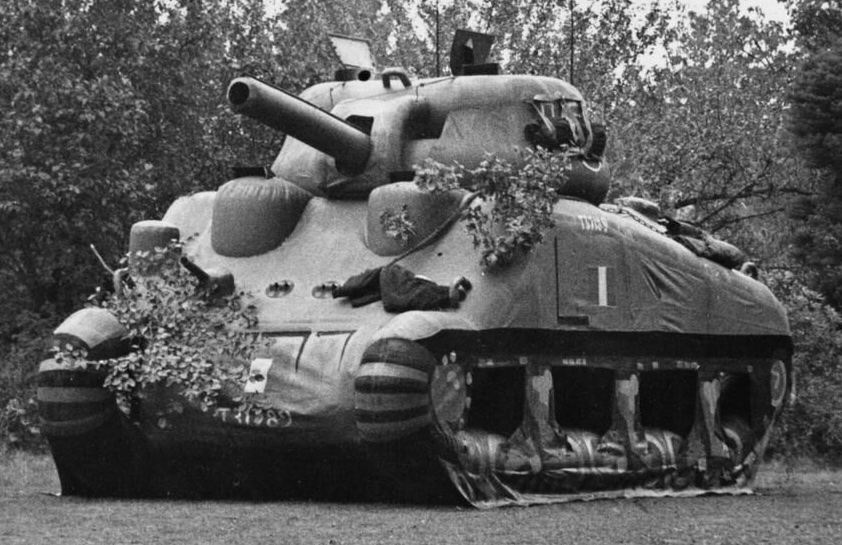
Char factice gonflable datant de la Seconde Guerre mondiale, imitant un char américain M4 Sherman.

Pendant la Seconde Guerre mondiale, les Alliés ont établi de faux aérodromes et même de fausses villes pour détourner les bombardiers allemands de leurs véritables cibles. Lors de la bataille de La Ciotat, en 1944, des avions américains ont aussi largué des centaines de parachutistes factices juste au nord de La Ciotat, en France. Le but de cette opération était de détourner les troupes allemandes des principales zones de débarquement de l'opération Dragoon. Toujours pendant la Seconde Guerre mondiale, l'opération Quicksilver, lancée dans le cadre de l'opération Fortitude, visait à convaincre les Allemands que le débarquement allié se ferait dans le Pas-de-Calais, plutôt qu'en Normandie, à l'aide d'équipement militaire factice concentré en face de cette fausse zone de débarquement,.
Dans le domaine naval, un exemple est le cuirassé britannique HMS Centurion. Obsolète et désarmé avant la Seconde Guerre mondiale, il passa néanmoins deux ans du conflit en Méditerranée équipé de canons en bois, pour grossir artificiellement les effectifs des forces navales britanniques dans la région. Dans le même esprit, Fleet Tender était le nom de code de navires marchands britanniques équipés de structures factices les faisant ressembler à des navires de guerre.

### Guerre froide etXXIesiècle

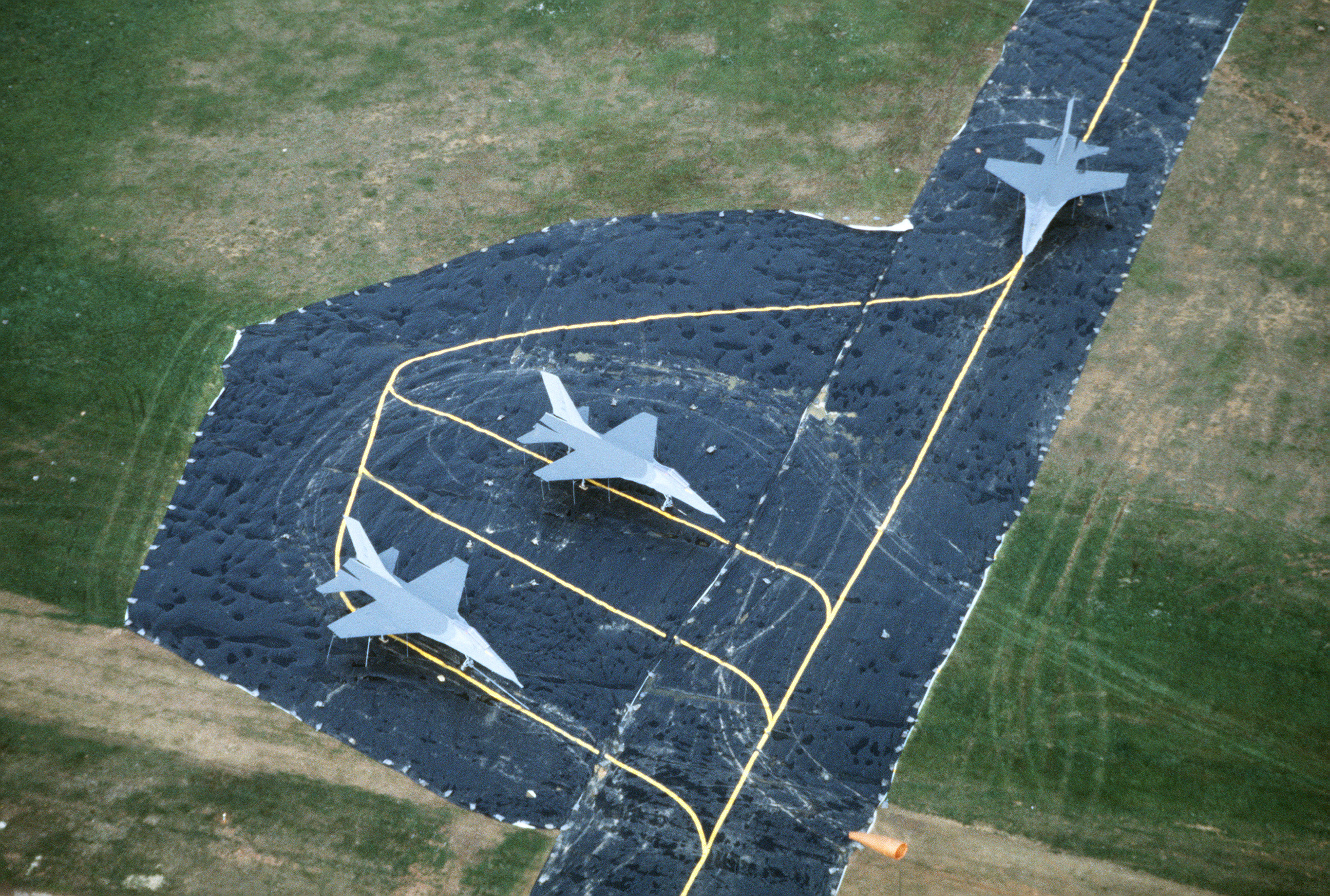
Leurres de F-16 sur une fausse voie de circulation à la base aérienne de Spangdahlem, 1985

À la fin de la Guerre froide, les sites de missiles sol-air S-200 de l'Allemagne de l'Est utilisaient des radar de détection d'altitude PRV-9 hors service et modifiés comme leurres pour fausser les opérations de collecte de renseignements électromagnétiques de l'OTAN.
Lors de la Guerre du Golfe de 1991, des drones BQM-74C Chukar III ont été utilisés comme leurres lors des premières attaques aériennes alliées en Irak. Un groupe de drones a ainsi parcouru plus de 500 kilomètres à 630 kilomètres à l'heure, puis a commencé à survoler Bagdad pendant 20 minutes. Les radars de la défense aérienne irakienne qui se concentraient sur ces drones ont alors été attaqués par des avions alliés tirant des missiles anti-radar supersoniques AGM-88 HARM.

Lors de la Guerre du Kosovo, alors que les forces de l'OTAN ont revendiqué la destruction de plus de 100 chars et 200 blindés serbes à l'aide de coûteuses munitions de précision, plusieurs estimations indiquent qu'un nombre important d'entre eux auraient en fait été des leurres, faits de bois, de tissu ou en utilisant des véhicules hors-service,,. 

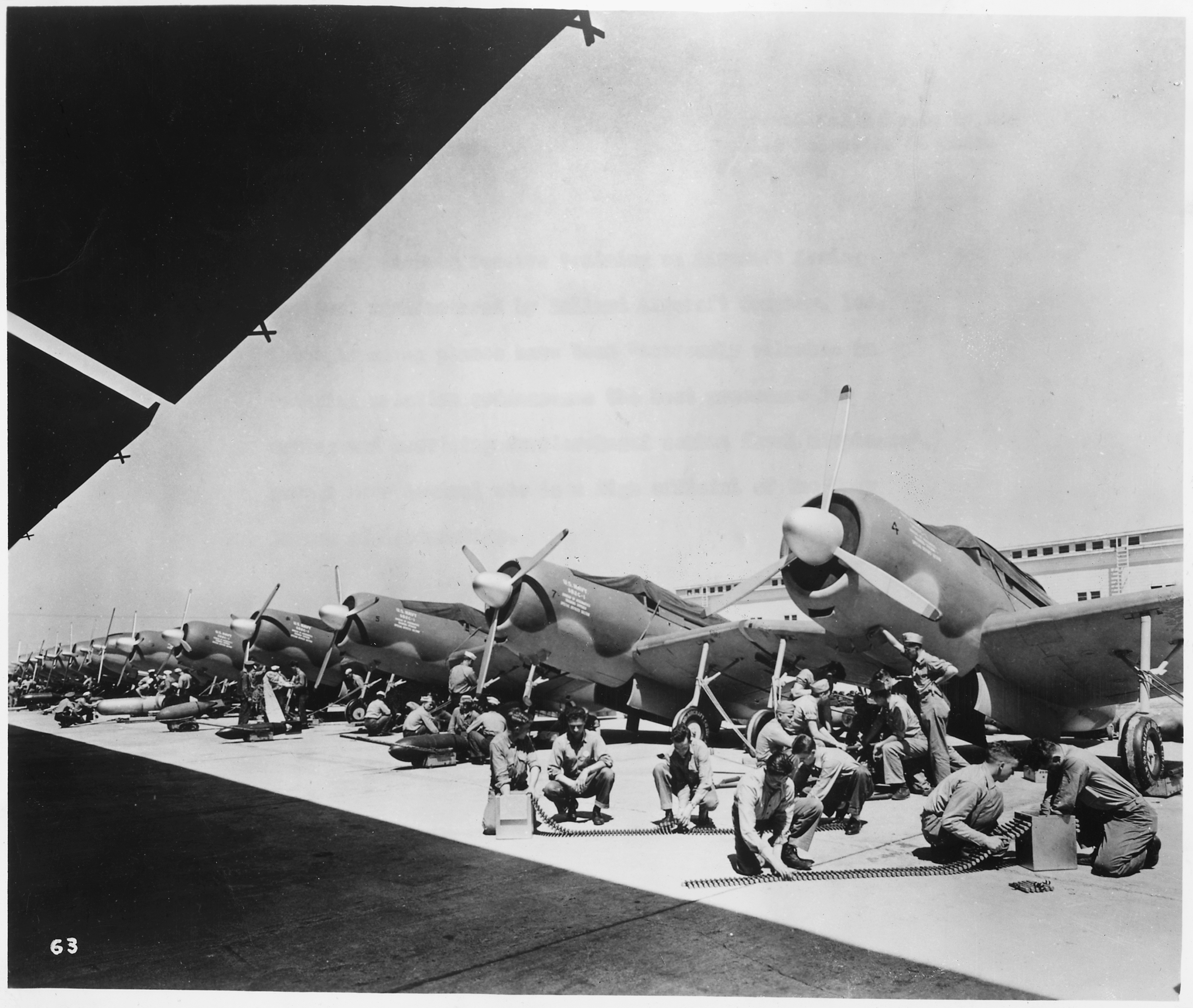
Réplique d'avion factice utilisée par l'US Navy pour former des techniciens aéronautiques pendant la Seconde Guerre mondiale.

En Russie, une ancienne usine de montgolfières continuait dans les années 2010 à fabriquer des chars, des avions, des rampes de lancement de missiles, des stations radar et des lance-roquettes factices. Les leurres gonflables étaient conçus pour apparaître comme réels sur les radars et images thermiques.
Certains missiles balistiques intercontinentaux peuvent par ailleurs larguer des leurres, en plus d'une ou plusieurs ogives nucléaires.
Les avions militaires participant à des missions de suppressions de défenses anti-aériennes peuvent aussi transporter des missiles leurres tels que l'ADM-160 MALD, capables d'imiter la signature radar d'un avion.

### Guerre russo-ukrainienne

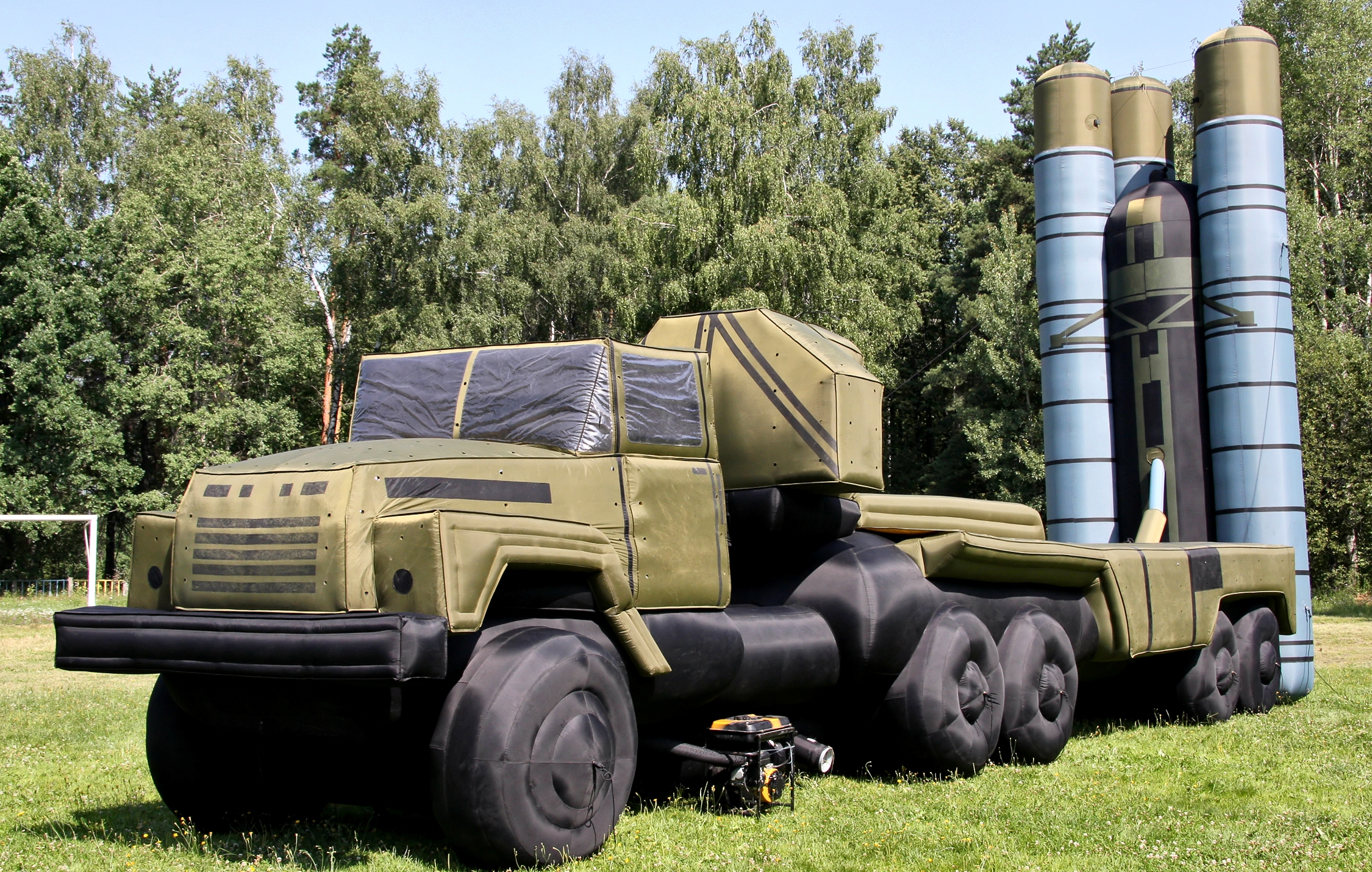
Leurre gonflable imitant un système de missile S-300.

L'armée ukrainienne a utilisé avec succès des leurres en bois ressemblant aux lance-roquettes américains HIMARS à partir d'août 2022, lors du conflit l'opposant à la Russie, afin de détourner les frappes adverses.
L’Ukraine s'est aussi servie de faux obusiers américains M777, coûtant 1 000 dollars américains chacun, alors que la fabrication d'un vrai obusier de ce type coûte plusieurs millions de dollars. Les leurres, faits d'acier et de bois, émettent la même signature infrarouge qu’un vrai M777. Ils ont aussi pour avantage de gonfler artificiellement le nombre de systèmes dont semble disposer l'Ukraine. La Russie a également utilisé de fausses tranchées remplies d'explosifs pour tuer des soldats ukrainiens les prenant d'assaut,,.